# Križ Gornji
Križ Gornji – wieś w Chorwacji, w żupanii bielowarsko-bilogorskiej, w gminie Zrinski Topolovac. W 2011 roku liczyła 144 mieszkańców.